# Prionops poliolophus
Prionops poliolophus là một loài chim trong họ Prionopidae.